# Herbert Lindström
Carl Herbert 	"Stor-Herbert" Lindström, född 16 mars 1886 på Harö i Djurö församling, död 26 oktober 1951 på Harö, var en svensk dragkampare, fiskare och polis i Sundbyberg.
Han var ankaret i det svenska laget från  Stockholmspolisens IF som vid  Olympiska spelen i Stockholm 1912 vann guldmedalj i dragkamp. De andra var Johan Edman, Erik Algot Fredriksson, Carl Jonsson, Erik Larsson, August Gustafsson, Arvid Andersson och Adolf Bergman. 
Han var 196 cm och vägde 103 kilo.